# La Chopera

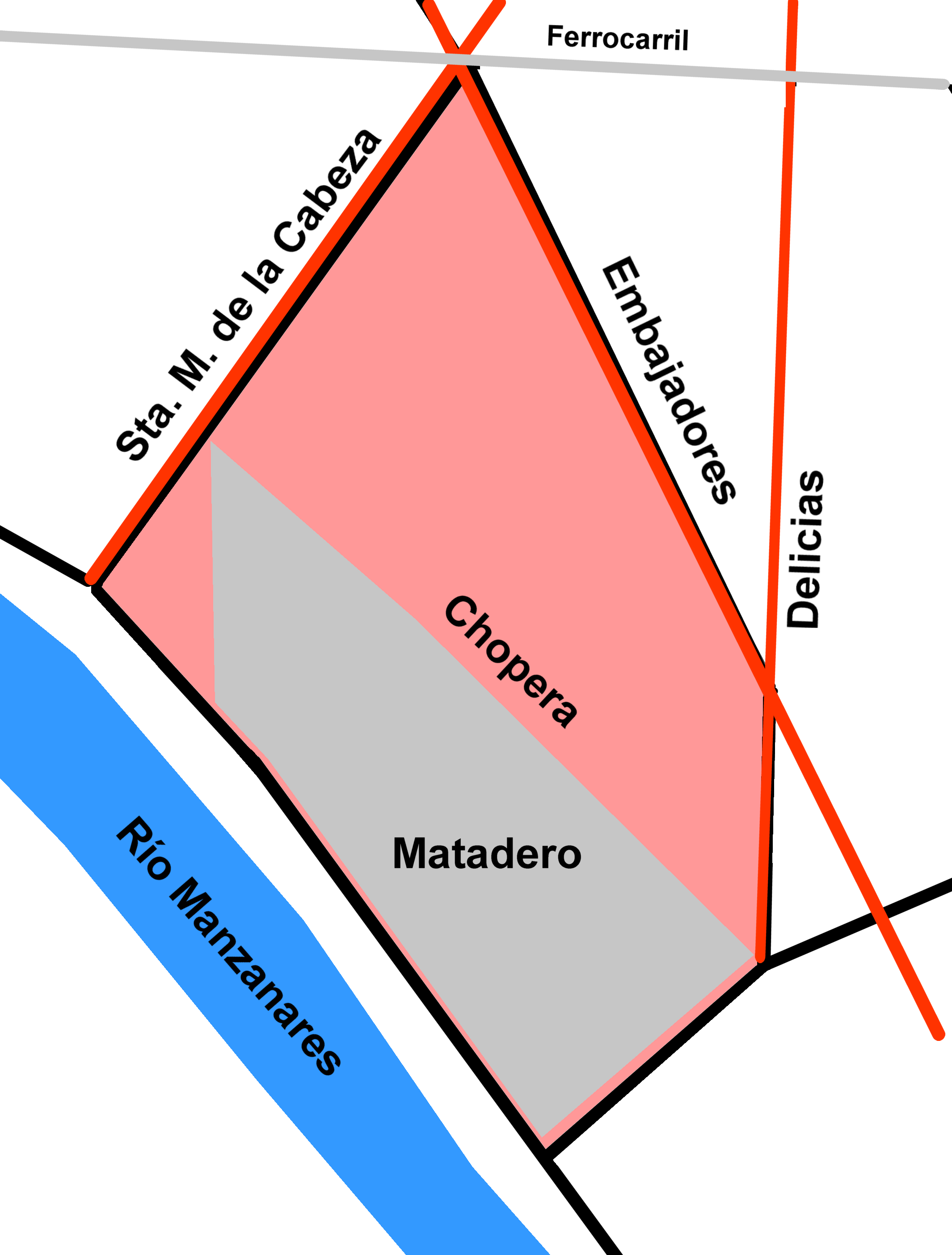
Mapa esquemàtic del barri de la Chopera amb els punts principals que influeixen en la seva evolució històrica.

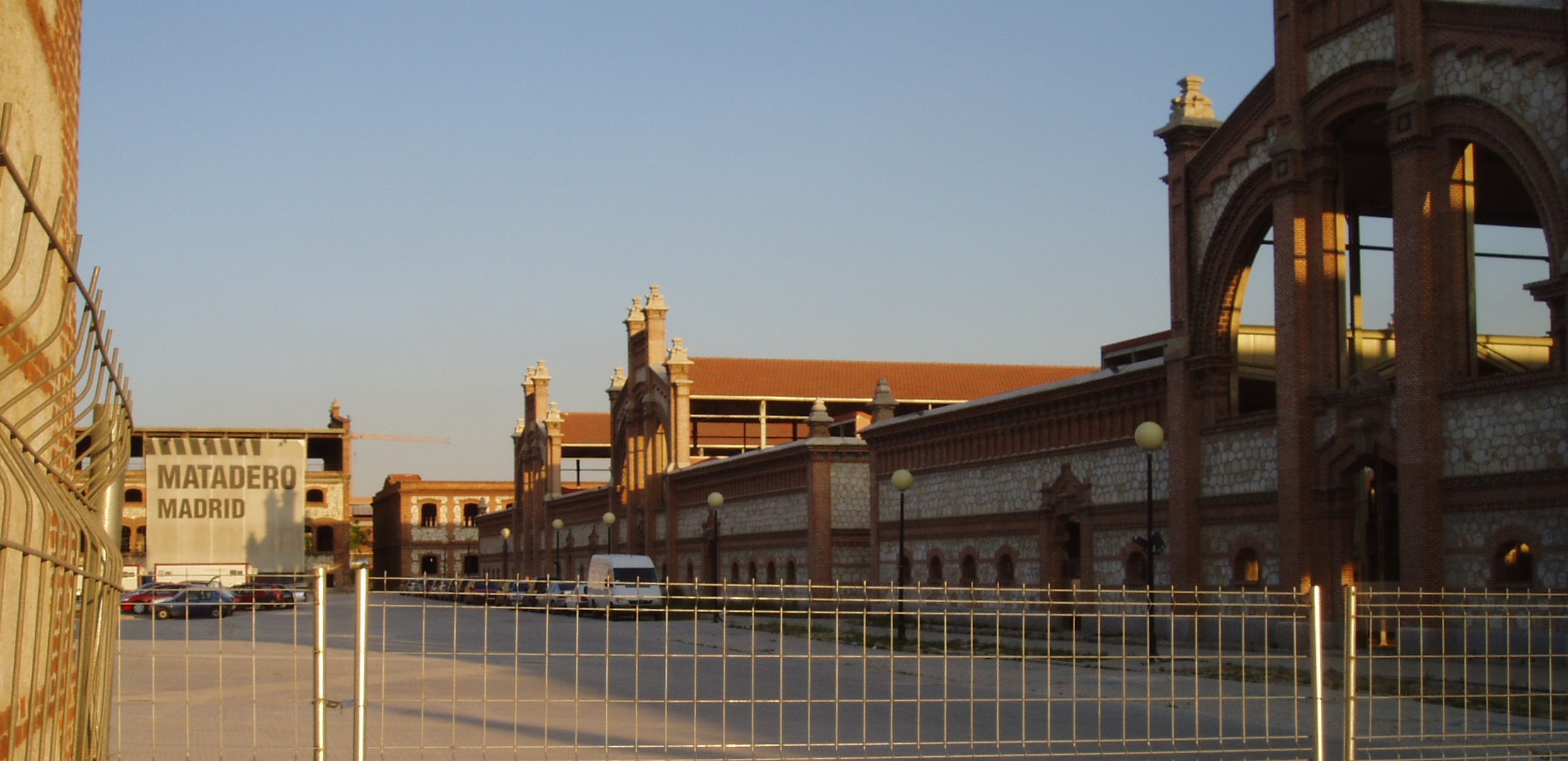
Vista de l'antic escorxador, actualment en procés de transformació (juny 2007).

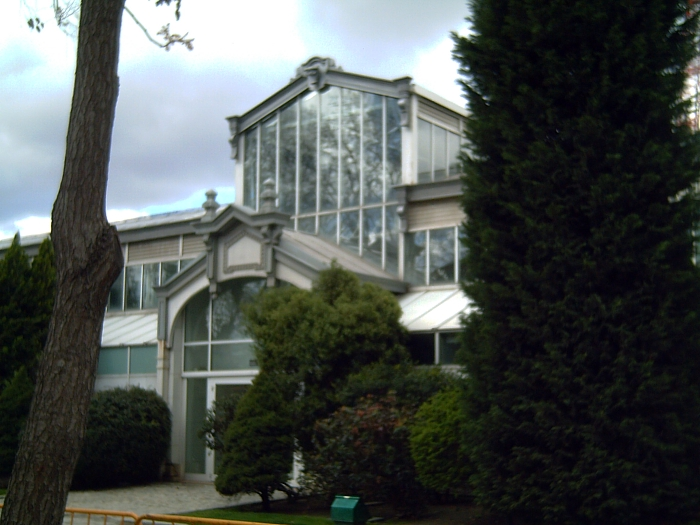
L'Hivernacle d'Arganzuela, construït en un dels edificis de l'antic escorxador.

La Chopera és el nom d'un dels barris administratius del districte d'Arganzuela, en Madrid. Es troba delimitat pel pont de Praga i el passeig de Santa María de la Cabeza a l'oest, la glorieta de Santa María del Cap al nord, el Carrer Ambaixadors, la plaça de la beata María Ana de Jesús i el passeig de las Delicias a l'est i la plaça de Legazpi, el Carrer Gual de Santa Catalina i el riu Manzanares al sud. Està envoltat pels barris, pertanyents al mateix districte, de Las Acacias, Palos de la Frontera, Las Delicias i Legazpi (d'oest a est pel nord). Al sud-oest, separat pel riu, limita amb el barri de Moscardó del districte d'Usera. Dins del sistema actual de divisió de la ciutat, el districte d'Arganzuela té el codi 02 i Chopera el 23.

## Població
Segons l'Anuario estadístico de 2006 de l'Ajuntament de Madrid, la població total del barri és de 22.200 habitants

## Història
Antigament, tota la zona sud de l'actual barri, més o menys des de l'actual pont de Toledo fins al de la Princesa, estava ocupada per una illa del riu Manzanares. El que ara és el passeig de la Chopera eren prats. Al costat de l'actual plaça del general Maroto, en el citat passeig, probablement dins dels terrenys que actualment ocupen els edificis de l'antic escorxador, hi havia un molí. Segons un plet de 1427 l'illa va ser atribuïda al senyoriu del Molino de la Arganzuela i era propietat de la vila. El Concejo va fer una petició per crear en els terrenys una devesa i per una provisió real dels Reis Catòlics de 1492 se li va concedir, s'amplià amb terrenys particulars, per a això es va fer una nova partió per pagar els seus amos. Es va crear així la devesa de l'Arganzuela, on els veïns podien portar a pasturar el seu bestiar. Encara que no se sap els seus límits exactes, probablement abastava tota la zona des de l'actual carrer del Doctor Vallejo-Nágera fins al riu, per la qual cosa bona part de l'actual barri de la Chopera en formaria part.
En temps de Ferran VI es comencen a crear diversos passejos en tota la zona sud de la ciutat fins al riu Manzanares. Serveixen d'accés a la ciutat i com a zona d'esplai per als ciutadans. Els passejos es disposen en trident: tres carrers que surten d'una mateixa plaça. El barri de la Chopera està situat entre dos d'aquests passejos, que partien des de l'actual glorieta de l'Emperador Carlos V: el de les Delícies, a l'est, que conduïa a la zona coneguda com les Delícies del riu, i el de Santa María del Cap, a l'oest, que portava a l'ermita d'igual nom. Molts reben el nom dels arbres que s'hi planten, com el del pollancre.
En 1770, Carles III va aprovar la construcció del Reial Canal del Manzanares, un projecte previst des de feia dos segles per fer el Manzanares navegable fins al Tajo i des d'allí fins a Sevilla. Es van triar per la capçalera els terrenys de la devesa de l'Arganzuela. No obstant això, una gran part del terreny estava ocupat per particulars, ja que els hereus dels antics propietaris de la devesa havien anat ocupant les terres comunals, per la qual cosa en 1772 va caldre fer una nova partió, cosa que va donar lloc a una sèrie de plets.
El canal, que només es va construir fins a la localitat madrilenya de Rivas-Vaciamadrid, corria per la riba esquerra del riu, és a dir, al llarg de tot el límit meridional de l'actual barri. Al costat del pont de Praga estava situat el seu punt més important, l'embarcador, amb dàrsenes, magatzems i tallers. Fins ben entrat el segle xx a aquesta zona se la coneixia com "el embarcadero". En 1818 es van fer obres d'ampliació, fonamentalment estètiques, i es va col·locar en la capçalera un lleó de marbre sobre un pedestal flanquejat per sengles columnes d'Hèrcules, mentre que dues escales de granit descendien fins als passejos arbrats que corrien al costat del canal. També es va construir una porta que donava al passeig de Santa María de la Cabeza amb un reixat de ferro amb al·legories del comerç i la navegació.
Tanmateix, durant les següents dècades, a causa dels continus problemes per filtracions i enfonsaments i a l'escassetat del cabal aportat pel riu, així com al caràcter absolutista del regnat de Ferran VII, el canal va ser caient en l'oblit, sobretot després de l'arribada del ferrocarril, que assegurava un més fàcil transport de mercaderies i passatgers. A mitjan segle, el canal, semiabandonat, era focus d'epidèmies, per la qual cosa en 1859 es va dessecar definitivament la zona. Durant el projecte de soterrament de la M-30 (2004-2007) es van descobrir restes de l'embarcador.
En 1860 s'aprova el Pla d'Eixample de Madrid de Carlos María de Castro, que pretenia la construcció de barris amb carrers perfectament rectilinis en sentit nord-sud i est-oest. Tot el barri de la Chopera va ser projectat així. Tot i això, especialment en aquesta zona, el pla no es va complir. D'una banda va influir la presència dels passejos barrocs de Delicias i Santa María de la Cabeza i per una altra, la instal·lació de nombroses fàbriques per la presència del ferrocarril. A causa d'això, la zona va créixer desordenadament, amb cases freturoses de les mínimes mesures higièniques barrejades amb les esmentades fàbriques, magatzems i zones agrícoles. La situació es va mantenir fins ben entrat el segle xx.
En 1901 comença la construcció del pont de la Princesa, on és actualment el d'Andalusia, que uneix el carrer del Vado de Santa catalina amb la glorieta de Cadis. El pas, dedicat a la princesa d'Astúries, María de las Mercedes, que hi va posar la primera pedra, seria inaugurat pel rei Alfons XIII en 1909. Era de ferro i en 1929 va ser substituït per un de nou fet de formigó, que seria reemplaçat per un altre dècades després.
En 1910 es comença la construcció de l'escorxador municipal en el terreny de la devesa d'Arganzuela per l'estalvi que suposava, ja que era terreny municipal. El conjunt d'edificis, d'estil neomudéjar i obra de l'arquitecte Luis Bellido, va formar en si mateix una petita ciutat que inclou per exemple, una església, l'actual Casa del Reloj. L'obra, en la qual també va intervenir Eugenio Ribera, s'acaba en 1925. Amb una extensió 165.415 metres quadrats, ocupa tota la meitat sud-oest del barri. També per aquesta època es comença la canalització del riu, que el seu mal estat s'havia convertit en un problema de salut pública.
En 1928 s'inauguren els edificis de la zona que es coneixeria com El Pico del Pañuelo, concretament el triangle els laterals del qual formen el carrer de Guillermo de Osma i els passejos de la Chopera i de les Delícies. Aquests edificis, a part de la seva arquitectura exterior única i el color groc de les seves façanes, tenen la característica que van ser els primers a Espanya a ser construït amb bigues mestres de ciment armat. Són petits pisos d'uns 45 metres quadrats destinats a persones de classe treballadora.
Després de la Guerra Civil, s'aprova en 1941 un nou Pla de General d'Ordenació Urbana de Madrid. El pla pretenia la recuperació de tota la ribera del Manzanares com un anell verd que servís d'accés sud de la ciutat, amb vista a la cornissa meridional de la ciutat. Ara bé, a causa dels interessos urbanístics, gran part de la ribera del riu va acabar ocupada per edificis. Només va aconseguir salvar-se una part de l'antiga devesa comunal, que es va transformar a l'actual parc de l'Arganzuela, inaugurat en 1969, al veí barri d'Acacias. Això no va afectar el barri de la Chopera puix que tota la zona sud ja estava ocupada per l'escorxador.
En 1961, l'antic pla és substituït pel Pla General d'Ordenació Urbana de l'Àrea Metropolitana de Madrid, que preveu la gradual desaparició de l'activitat industrial a la zona i la construcció d'una autovia de circumval·lació. Aquesta via, la M-30, va aïllar definitivament el barri del riu durant més de tres dècades. A partir dels anys setanta, amb el tancament de l'estació de Delicias i la de Peñuelas, als barris veïns d'Acàcies i Delícies, i el soterrament de les vies del tren, tota la zona sud del districte comença a perdre definitivament el seu caràcter industrial, dedicant-se exclusivament a habitatges. En 1998 es clausura l'escorxador, en les dependències del qual es construeix un gran hivernacle, el Palau de Cristall de l'Arganzuela, i diverses dependències culturals, àdhuc en realització (juny de 2007). A tot això cal sumar, ja en el nou mil·lenni, el soterrament de la M-30, els terrenys de la qual seran ocupats per un parc lineal que permetrà l'accés des del barri fins al riu.

## Turisme
Al barri s'hi troben les instal·lacions de Matadero Madrid, un complex cultural dedicat a l'art contemporani que l'Ajuntament està construint (juny de 2007) a les dependències del que fos antic escorxador de la ciutat. S'hi duen a terme nombroses nombroses activitats culturals, és seu d'esdeveniments com ARCO, La Noche en Blanco, PHotoEspaña o DocumentaMadrid, i d'institucions com las Naves del Español (del Teatro Español), Ballet Nacional de España o la Compañía Nacional de Danza.

## Transports

### Metro
- Legazpi (línies 3 y 6)

### Autobús
Línies urbanes Santa María de la Cabeza:
55, 60, E1
Línies urbanes Paseo de las Delicias:
6, 148
Línies urbanes Chopera:
18, 62